# کارای
کارای (انگلیسی: Karai) یک شخصیت داستانی در قسمت های مختلف کمیک‌ها و رسانه‌های مرتبط با لاک‌پشت های نینجا است، او معمولاً از اعضای بلند پایه سازمان نینجا های، قبیله فوت کلن، است. او در ابتدا در مجموعه کمیک و فیلم کوین ایستمن و پیتر لیرد در سال ۱۹۹۰ با عنوان لاک‌پشت های نینجا معرفی شد، از آن زمان ، او در چندین کمیک ، کارتون و فیلم مختلف TMNT و همچنین در حدود دوازده بازی ویدیویی (از جمله به عنوان قابل پخش) ظاهر شد. در برخی از تجسم های این شخصیت (از جمله کارتون ۲۰۰۳ ، کارتون ۲۰۱۲ و کمیک های دهه ۲۰۱۰) ، او با شردر به عنوان دختر خوانده و یا نوه واقعی خود ارتباط نزدیکی دارد. با این حال ، در تجسم کمیک اصلی خود ، کارایی کاملاً با شردر ارتباط خونی نداشت. در بیشتر آثار ، او با لئوناردو ، رهبر لاک پشت های نینجا، رقابت، عشق و نفرت خاصی دارد. در اقتباس های متحرک این شخصیت در بازی های ویدئویی ، توسط کارن نیل ، ژانگ زیی و کلی هو صدا گذاری شده است. مینای نوجی و بریتانی ایشیباشی بازیگران این نقش در فیلم های لایو اکشن هستند.